# اس‌اس پارتیا (۱۸۷۰)
اس‌اس پارتیا (۱۸۷۰) (به انگلیسی: SS Parthia (1870)) یک کشتی بود. این کشتی در سال ۱۸۷۰ ساخته شد.